# Holopogon atrifrons
Holopogon atrifrons är en tvåvingeart som beskrevs av Cole 1924. Holopogon atrifrons ingår i släktet Holopogon och familjen rovflugor. Inga underarter finns listade i Catalogue of Life.